# おしおしお
おしおしおは、日本の漫画家・イラストレーター。女性。
2014年に『神様とクインテット』（芳文社「まんがタイムきらら」連載）と『さくらマイマイ』（KADOKAWA「月刊コミックアライブ」、後に「コミックキューン」で連載）の両作でデビュー。ライトノベルのイラストや、VTuberのキャラクターデザインも手掛ける。

## 人物
神奈川県出身。
美術大学卒業後広告関係の会社に勤めたが、絵の仕事を目指して1年ほどで退職。同人活動を行っていたところ、芳文社の編集からの誘いで、美大生たちのキャンパスライフを描いた4コマ漫画作品『神様とクインテット』で商業漫画家としてデビュー。同時期にKADOKAWAの「月刊コミックアライブ」で、世間知らずのお嬢様が手違いで入学した一般の高校の寮で庶民の暮らしを学ぶ4コマ漫画作品『さくらマイマイ』の連載を開始した。2019年からは、元ヤン少女と、頭からシカの角が生えた謎の少女との日々を描くコメディ漫画『しかのこのこのここしたんたん』を、講談社の少年マガジンエッジで連載している。
コミックキューンの編集からの伝手で、MF文庫Jの担当編集からライトノベル作品『姫さま、世界滅ぶからごはん食べ行きますよ！』（原作：おかざき登）のイラストの依頼があった。おしおはかねてから『キノの旅』シリーズの黒星紅白に憧れており、2016年5月に発売された同作の第1巻からライトノベルのイラストも手掛けるようになった。
2019年より配信開始の、ホロライブプロダクション所属のバーチャルYouTuber「天音かなた」のキャラクターデザインを担当。これに続き、にじさんじ所属の「空星きらめ」のキャラクターデザインも担当している。
第10回より絵師100人展にも出展している。切ない泣き顔を見せる少女のイラストに定評があり、著名ライトノベル作家による失恋をテーマにしたアンソロジー小説同人誌の表紙イラストにも起用された。自著のギャグ漫画でも、登場人物が頻繁に涙、鼻血や流血、鼻水や涎など体液を流すシーンが非常に多く、おしお作品の重要な個性となっている。
天音かなたに「猫又おかゆに声が似ている」と言われたことや自身が猫又おかゆのファンだったこともあり猫又おかゆの物まねをするようになった。なお、貧乳に強い拘りがあり、天音かなた及び空星きらめのファンアートにおいて、胸を大きく描くことを厳禁としている。特に天音に対しては、ホロライブ の同僚Vtuberである宝鐘マリンが、自身の配信(天音本人も共演)で、天音のバストを大きく描いたファンアートを執筆しようとしていたところ、おしお本人が配信を見て、「法廷で会おう(つまり訴訟も辞さないほどの拒絶)」とのコメントを記した、というエピソードも残っている。

## 作品リスト

### 漫画作品
- 神様とクインテット（『まんがタイムきらら』2014年7月号 - 2016年12月号）
- さくらマイマイ（『月刊コミックアライブ』2014年10月号[11]→『コミックキューン』2015年10月号〈創刊号〉[12] - 2018年4月号[13]）
- しかのこのこのここしたんたん（『少年マガジンエッジ』2019年12月号 - 2023年11月号→『マガジンポケット』2023年12月20日 - 連載中）

### イラスト
- 姫さま、世界滅ぶからごはん食べ行きますよ！（原作：おかざき登、KADOKAWA〈MF文庫J〉、2016年、全2巻）[14]
- KING OF PRISM by PrettyRhythm コミックアンソロジー（2016年）[15]
- ひなこのーと公式コミックアンソロジー（2017年）口絵イラスト[16]
- 異世界堂のミア お持ち帰りは亜人メイドですか？（原作：天那光汰、宝島社、2017年、全1巻）[17]
- 俺の立ち位置はココじゃない！（原作：宇津田晴、小学館〈ガガガ文庫〉、2017年 - 2018年、全2巻）[18]
- Avalon 〜bitter〜 幸福を望む百合アンソロジー（2018年）[19]
- となりの吸血鬼さん 公式コミックアンソロジー（2018年）カラーイラスト[20]
- 失恋文庫〜書き下ろし失恋小説アンソロジー〜（2019年）表紙イラスト[21]
- 獄門撫子此処ニ在リ（原作：伏見七尾、小学館〈ガガガ文庫〉、2023年 - 、既刊3巻）[22]

### キャラクターデザイン
- 天音かなた（ホロライブプロダクション所属のバーチャルYouTuber、2019年）
- 空星きらめ（にじさんじ所属のバーチャルYouTuber、2020年）

### 書籍

#### 漫画単行本
- 『神様とクインテット』、芳文社〈まんがタイムKRコミックス〉2015年 - 2016年、全2巻[3]
  1. 2015年10月27日発売、ISBN 978-4-8322-4632-4
  2. 2016年12月27日発売、ISBN 978-4-8322-4786-4
- 『さくらマイマイ』、KADOKAWA〈MFCキューンシリーズ〉2015年 - 2018年、全3巻
  1. 2015年10月27日発売[23]、ISBN 978-4-04-067904-4
  2. 2017年1月27日発売[24]、ISBN 978-4-04-068794-0
  3. 2018年3月26日発売[25]、ISBN 978-4-04-069784-0
- 『しかのこのこのここしたんたん』、講談社〈マガジンエッジKC→シリウスKC（5巻からレーベル移籍）〉2020年 - 、既刊7巻（2025年3月7日現在）

#### 画集
- 『おしおしお画集 青の日々』一迅社、2023年2月16日発売[26]、ISBN 978-4-7580-1806-7